# دار كماخ (أسيف المال)
دار كماخ هي إحدى مشيخات المملكة المغربية، تتبع جغرافيا لإقليم شيشاوة وإداريًا لأسيف المال. يقدر عدد سكانها بـ 3138 نسمة حسب الإحصاء الرسمي للسكان والسكنى لسنة 2004.